# Nala Sopara
Nala Sopara ou Nalasopara (en marathi: नालासोपारा), anciennement Sopara, est une ville dans le Maharashtra en Inde.

## Géographie
Elle fait partie de l'agglomération de Mumbai.
La ville compte une population de 1 818 872 habitants en 2011.

## Histoire

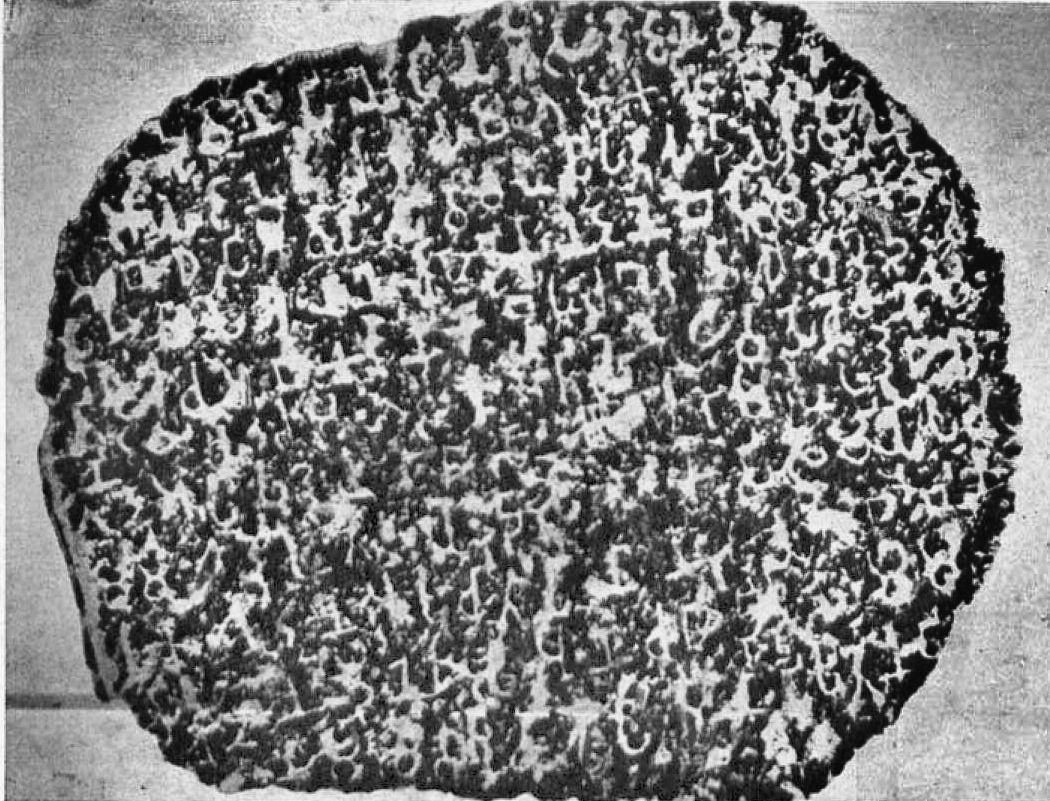
Édit n°9 d'Ashoka à Sopara.

Deux édits d'Ashoka ont été découverts inscrits sur des rochers à Sopara.